# Мейрамов, Кыдыргельды Мейрамович
Мейрамов Кыдыргельды Мейрамович (18 ноября 1932г, Щучинск,  Кокшетауская (Акмолинская ) область - октябрь 2015 г., Казахстан)  — юрист, судья, старший советник юстиции (полковник юстиции).

## Биография
Кыдыргельды Мейрамович  родился в 1932 году 18 ноября в городе Щучинске, Кокшетауской (ныне Акмолинской) области.
В 1939-40 гг. учебном году Мейрамов Кыдыргельды пошел в первый класс средней школы г. Щучинска, где окончил 7 классов.
В 1949 г., успешно окончив среднюю школу № 28 им. М. Габдуллина г. Акмолинска (ныне Нур-Султан), поступил на первый курс Алматинского Государственного юридического института.
После окончания института в 1953 г. по путевке Прокуратуры Союза ССР прибыл на работу в органы прокуратуры Павлодарской области. Здесь начал свою трудовую деятельность с должности следователя, через некоторое время его назначили помощником прокурора области.
С января 1959 г. по апрель 1960 г. работал инструктором, зав.отделом Павлодарского горкома партии.
Приказом Генерального прокурора Союза ССР в апреле 1960 г. был назначен заместителем, затем первым заместителем прокурора Павлодарской области.
В 1964 году приказом Генерального прокурора СССР в порядке поощрения он впервые в Казахстане получил классный чин – старший советник юстиции (полковник юстиции).
В феврале 1968 года сессией областного Совета народных депутатов был избран председателем Павлодарского областного суда и на этой должности находился более 13 лет.
В мае 1981 года утвержден заведующим отделом административных органов Павлодарского обкома Компартии Казахстана.
В феврале 1984 года избран Членом Верховного Суда СССР.
В июле 1988 года избран председателем Павлодарского областного суда.
В ноябре 1995 года ушел в отставку.
В период работ на различных должностях в составе делегаций и во главе их посещал по служебным делам Польшу, Чехословакию, Германию, Францию, Афганистан, Турцию, Египет и внес посильный вклад в налаживание взаимоотношений с этими странами по судопроизводству.
В октябре 2015 г. ушел из жизни.

## Награды и звания
Мейрамов Кыдыргельды был награждён орденом «Трудового Красного Знамени», 3 медалями Союза, 2 медалями Республики Казахстан, Почетной Грамотой Верховного Совета Казахской ССР. Кроме того, Указом Президента Республики Казахстан Н.А. Назарбаевым ему присвоен классный ранг — «Судья высшего квалификационного класса».
Также поощрен:
Верховным судом Союза ССР — 2 благодарности.
Генеральным прокурором Союза ССР — внеочередное присвоение классного чина — Старший советник юстиции.
Министерством юстиции Союза ССР — Почетная грамота.
ЦК Профсоюза работников госучреждений — Почетная грамота.
Гражданской обороной Союза ССР — Знак отличия.
Верховным судом Республики Казахстан — Звание «Почетный судья РК».
Союзом судей Республики Казахстан — Почетный знак «Уш би»
Комитетом по администрированию — Звание «Почетный работник судов при Верховном суде судебной системы» Республики Казахстан
Генеральным прокурором Республики Казахстан — Именные часы и благодарность.
Павлодарским облисполкомом народных депутатов — Почетная грамота.
Павлодарским облсовпрофом — Почетная грамота.
Акимом Павлодарской области — Знаком «За заслуги перед областью», Почетной грамотой.
Избирался: 
— членом Павлодарского Горкома комсомола,
— членом Павлодарского горкома партии,
— членом Павлодарского обкома Компартии Казахстана в 1961—1983 г.,
— депутатом Павлодарского областного Совета народных депутатов в 1969—1983 г., 1988-93г.